# Trbulja
Trbulja (lat. Oenanthe), biljni rod iz porodice štitarki rasprostranjen po velikim dijelovima Euroazije i dijelovima Afrike i zapadu Sjeverne Amerike.
Postoji 33 priznate vrste korisnog dvogodišnjeg raslinja, od kojih nekoliko raste i u Hrvatskoj, to su banatska, cjevasta, zarubljena,  pastrnakasta, bedrenikasta, močvarna i vodena trbulja

## Vrste
1. Oenanthe abchasica Schischk.
2. Oenanthe aquatica (L.) Poir., vodena trbulja
3. Oenanthe banatica Heuff.,  banatska trbulja
4. Oenanthe conioides Nolte ex Lange
5. Oenanthe crocata L.
6. Oenanthe cyclocarpa Pimenov & Kljuykov
7. Oenanthe dielsii H.Boissieu
8. Oenanthe fedtschenkoana Koso-Pol.
9. Oenanthe fistulosa L., cjevasta trbulja
10. Oenanthe fluviatilis (Bab.) Coleman
11. Oenanthe globulosa L.
12. Oenanthe hiepii Pimenov & Kljuykov
13. Oenanthe hookeri C.B.Clarke
14. Oenanthe hortorum-natantium Pimenov
15. Oenanthe javanica (Blume) DC.
16. Oenanthe lachenalii C.C.Gmel., zarubljena trbulja
17. Oenanthe linearis Wall. ex DC.
18. Oenanthe lisae Moris
19. Oenanthe mildbraedii H.Wolff
20. Oenanthe millefolia Janka
21. Oenanthe montis-khortiati Soldano
22. Oenanthe palustris (Chiov.) C.Norman
23. Oenanthe peucedanifolia Pollich, pastrnakasta trbulja
24. Oenanthe pimpinelloides L., bedrenikasta trbulja
25. Oenanthe pringlei J.M.Coult. & Rose
26. Oenanthe procumbens (H.Wolff) C.Norman
27. Oenanthe pteridifolia Lowe
28. Oenanthe sarmentosa C.Presl ex DC.
29. Oenanthe silaifolia M.Bieb., močvarna trbulja
30. Oenanthe sophiae Schischk.
31. Oenanthe thomsonii C.B.Clarke
32. Oenanthe tricholoba Greuter
33. Oenanthe virgata Poir.